# Theridion bullatum
Theridion bullatum är en spindelart som beskrevs av Albert Tullgren 1910. Theridion bullatum ingår i släktet Theridion och familjen klotspindlar.
Artens utbredningsområde är Tanzania. Inga underarter finns listade i Catalogue of Life.